# Molkolampi
Molkolampi är en sjö i Finland. Den ligger i kommunen Rovaniemi i landskapet Lappland, i den norra delen av landet, 800 km norr om huvudstaden Helsingfors. Molkolampi ligger 187,2 meter över havet. Arean är 9,7 hektar och strandlinjen är 1,24 kilometer lång. Sjön  ingår i Kemi älvs huvudavrinningsområde. 